# Enrique Irazoqui
Enrique Irazoqui, né le 5 juillet 1944 à Barcelone en Espagne et mort le 16 septembre 2020 dans la même ville, est un acteur de cinéma espagnol, connu pour son rôle de Jésus-Christ dans le film de 1964 L'Évangile selon saint Matthieu réalisé par le réalisateur italien Pier Paolo Pasolini.

## Biographie
Enrique Irazoqui est le fils d'un père espagnol et d'une mère italienne.
Il a 19 ans quand il joue le rôle principal dans le film de Pasolini et n'a eu qu'un petit nombre de rôles à l'écran depuis.
En 2002, il est l'arbitre lors de la partie d'échecs Brains in Bahrain (en) entre le champion du monde Vladimir Kramnik et le programme informatique Deep Fritz, qui s'est terminée par une égalité.
Il reçoit la citoyenneté d'honneur de la ville de Matera en Italie en 2011.

## Rôles
- Jésus-Christ (acteur principal) dans L'Évangile de saint Matthieu (1964), dirigé par Pier Paolo Pasolini[4]
  - « Enrique Irazoqui fait un Christ dérangeant, pourfendeur des hypocrisies de la société »[5]
- Noche de vino tinto (acteur principal) (B & W), 1966, Espagne, réalisé par José María Nunes (es)
- Dante no es únicamente severo (acteur principal), 1966, Espagne, réalisé par Jacinto Esteva Grewe (en) et Joaquim Jordà
- A la soledat, 2008, Espagne, réalisé par José María Nunes.